# Ubyszów
Ubyszów – wieś sołecka w Polsce, położona w województwie świętokrzyskim, w powiecie skarżyskim, w gminie Bliżyn. W roku 2011 było 390 mieszkańców.
W latach 1975–1998 miejscowość administracyjnie należała do województwa kieleckiego.
Przez wieś przechodzi  czarny szlak turystyczny z Sołtykowa do Bliżyna.
Wieś znajduje się na południowym tarasie i stoku Garbu Gielniowskiego, otoczona licznymi dolinami, obecnie okresowych strumieni. W bezpośrednim sąsiedztwie wsi zlokalizowane jest źródło rzeki Bernatki.
W latach 1954–2000 Instytut Meteorologii i Gospodarki Wodnej prowadził tu pomiary poziomów wód gruntowych w jednej ze studni gospodarczych.
Wierni Kościoła rzymskokatolickiego należą do parafii św. Ludwika w Bliżynie.

## Integralne części wsi
| SIMC    | Nazwa      | Rodzaj         |
| ------- | ---------- | -------------- |
| 0228944 | Szczurów   | przysiółek wsi |
| 0228950 | Za Górkami | część wsi      |
| 0228967 | Za Morgami | część wsi      |
| 0228973 | Żabów      | część wsi      |

## Historia
Ubyszów w wieku XIX opisano jako wieś w powiecie koneckim, gminie i parafii Odrowąż, odległy od Końskich o 29 wiorst. W roku 1892 posiadał 173 domy i 269 mieszkańców.

Według spisu miast, wsi, osad Królestwa Polskiego z roku 1827 było we wsi 13 domów i 97 mieszkańców. Wieś wchodziła w skład dóbr Bliżyn.

## Archeologia
W roku 1954 na terenie wsi podczas prac polowych znaleziono neolityczną siekierę krzemienną. Siekiera obecnie jest eksponatem Muzeum Narodowego w Kielcach. Ponadto w obrębie Ubyszowa zidentyfikowano trzy stanowiska w ramach projektu „Archeologiczne Zdjęcie Polski”.